# Onthophagus nemorivagus
Onthophagus nemorivagus är en skalbaggsart som beskrevs av Kohlmann och M. Alma Solis 2001. Onthophagus nemorivagus ingår i släktet Onthophagus och familjen bladhorningar. Inga underarter finns listade i Catalogue of Life.